# جادوگر (فیلم ۱۸۹۸)
جادوگر (فرانسوی: Le Magicien‎) یک فیلم صامت و کوتاه فرانسوی به کارگردانی ژرژ ملی‌یس است که در سال ۱۸۹۸ منتشر شد.